# ジャン＝ポール・ブレリー
ジャン＝ポール・ブレリー（Jean-Paul Bourelly、1960年11月23日 - ）は、フュージョンとロックの境界を越える音楽を演奏するアメリカのギタリスト。
ブレリーはイリノイ州シカゴで、ハイチ出身の両親のもとに生まれた。祖母が彼にヨルバの音楽を教えたという。10歳の時には、リリック・オペラで歌ったこともある。彼はピアノとドラムのレッスンを受けた。その後はアコースティックギターを演奏していたが、ラジオでジミ・ヘンドリックスを聴いた後、叔父のガソリン・スタンドで働いて貯めたお金でエレクトリックギターを購入した。同年、深夜のラジオ番組で紹介されたチャーリー・パーカーの音楽に感銘を受けた。
1979年、ニューヨークに移住。1980年代には、ムハル・リチャード・エイブラムス、オル・ダラ、ロイ・ヘインズ、エルヴィン・ジョーンズ、ファラオ・サンダース、マッコイ・タイナー、スティーヴ・コールマン、マーク・リボー、エリオット・シャープ、アーチー・シェップ、デヴィッド・トーンと仕事をした。カサンドラ・ウィルソンのアルバムではプロデュースを担当した。フランシス・フォード・コッポラ監督の映画『コットン・クラブ』には、端役で出演している。移住から10年が経とうとする頃、マイルス・デイヴィスの最後のアルバムの1つである『アマンドラ』で演奏した。1987年、初のソロ・アルバム『ジャングル・カウボーイ』をリリースし、1995年まで「ブルーウェイヴ・バンディッツ (BluWave Bandits)」を率いていた。
ブレリーは、1990年代にヨーロッパへ移住したとき、自らの音楽を分類することが難しくなり、ハイチの伝統、アフリカのリズム、ブルース、ロックを組み合わせたものになっていったと語っている。彼はレコード・レーベル「JPGotMangos」を設立し、2000年代には、3kings、Citizen X、Blues Banditsなど、いくつかのグループを率いた。
彼の娘であるビビ・ブレリーは、シンガーソングライターになっている。

## ディスコグラフィ

### リーダー・アルバム
- 『ジャングル・カウボーイ』 - Jungle Cowboy (1987年、JMT)
- 『トリッピン』 - Trippin (1992年、Enemy)
- 『セインツ&シナーズ』 - Saints & Sinners (1993年、DIW)
- 『ブラッカデリック・ブルー』 - Blackadelic-Blu (1994年、DIW)
- 『トリビュート・トゥ・ジミ』 - Tribute to Jimi (1995年、DIW)
- 『ライヴ!』 - Live! Fade to Cacophony (1995年、DIW)
- 『ヴァイブ・ミュージック&ザ・ブルース』 - Rock the Cathartic Spirits: Vibe Music And The Blues! (1996年、DIW)
- Mag Five (1998年、PAO) ※with Harry Sokal, Lonnie Plaxico, Ronnie Burrage
- 『ヴァイブ・ミュージック』 - Vibe Music (1999年、PAO)
- Boom Bop (2000年、PAO)
- Trance Atlantic (Boom Bop II) (2001年、Double Moon)
- News from a Darked Out Room (2006年、Phonector)
- CutMotion (2007年、JPGotMangos)
- Kiss the Sky (2018年、JPGotMangos) ※with Daryl Taylor, Kenny Martin

### 参加アルバム
カサンドラ・ウィルソン
- 『ポイント・オブ・ヴュー』 - Point of View (1986年、JMT)
- 『デイズ・アウェイ』 - Days Aweigh (1987年、JMT)
- 『シー・フー・ウィープス』 - She Who Weeps (1991年、JMT)
- 『ダンス・トゥ・ザ・ドラムス・アゲイン』 - Dance to the Drums Again (1992年、Columbia)
- 『ソング・ブック』 - Songbook  (1995年、JMT)

その他
- ジョージ・アダムス : 『オールド・フィーリング』 - Old Feeling (1991年、Blue Note)
- ムハル・リチャード・エイブラムス : Blues Forever (1982年、Black Saint)
- ムハル・リチャード・エイブラムス : Rejoicing with the Light (1983年、Black Saint)
- アイボボ : 『アイボボ』 - Freestyle (1993年、DIW)
- アイボボ : 『ストーン・ヴードゥー』 - Stone Voudou (2003年、DIW)
- ベル・ビヴ・デヴォー : 『ポイズン』 - Poison (1990年、MCA)
- チャールズ&エディ : 『デュオフォニック』 - Duophonic (1992年、Capitol)
- D-ナイス : 『トゥ・ザ・レスキュー』 - To Tha Rescue (1991年、Jive)
- マイルス・デイヴィス : 『アマンドラ』 - Amandla (1989年、Warner Bros.)
- デファンクト : A Blues Tribute Jimi Hendrix & Muddy Waters (1994年、Enemy)
- ピー・ウィー・エリス : 『ブルース・ミッション』 - Blues Mission (1993年、Gramavision)
- クレイグ・ハリス : 『ブラックアウト・イン・ザ・スクエア・ルート・オブ・ソウル』 - Blackout in the Square Root of Soul (1988年、JMT)
- グラハム・ヘインズ : 『トランジッション』 - Transition (1995年、Antilles)
- ヴィンセント・ヘンリー : 『ヴィンセント』 - Vincent (1990年、Jive)
- ハイ・ファイヴ : 『キープ・イット・ゴーイン・オン』 - Keep It Goin' On (1992年、Jive)
- DJ・ジャジー・ジェフ&ザ・フレッシュ・プリンス : 『ホームベース』 - Homebase (1991年、Jive) ※「Ring My Bell」に参加
- エルヴィン・ジョーンズ & マッコイ・タイナー : 『ラヴ&ピース』 - Love & Peace (1982年、Trio)
- ブッチ・モリス : Dust to Dust (1991年、New World)
- ブッチ・モリス : Possible Universe (2014年、Nu Bop)
- ハンニバル・マーヴィン・ピーターソン : Visions of a New World (1989年、Atlantic)
- ジェフ・レッド : 『クワイエット・ストーム』 - A Quiet Storm (1990年、Uptown/MCA)
- ソニア・ロビンソン : 『ソニア』 - Sonya (1987年、Columbia)
- マーク・ウェインステイン & オマール・ソーサ : 『テイルズ・フロム・ジ・アース』 - Tales from the Earth (2009年、Ota)
- ストーン・レイダース : Truth to Power (2012年、Yellowbird)
- ジャマラディーン・タクマ : 『ブラザーゾーン』 - Brotherzone (1999年、P-Vine)
- ジャマラディーン・タクマ : Revolutionary Royalty (2014年、Jam-All)